# Academia Europaea
Die Academia Europaea ist eine 1988 gegründete europäische regierungsunabhängige wissenschaftliche Gesellschaft; derzeitige Sitze sind München und London.

## Entstehung
Auf einem Vorbereitungstreffen, das im Juni 1986 von der Royal Society in London abgehalten wurde, kamen Arnold Burgen (1922–2022) aus dem Vereinigten Königreich, Hubert Curien (1924–2005) aus Frankreich, Umberto Columbo (1927–2006) aus Italien, David Magnusson (1925–2017) aus Schweden, Eugen Seibold (1918–2013) aus Deutschland und Ruurd van Lieshout (1919–2012) aus den Niederlanden als Vertreter dieser Länder zu dem Ergebnis, dass es an der Zeit sei, eine europäische wissenschaftliche Gesellschaft zu gründen.
Im September 1988 kam es dann auf einem Treffen in Cambridge zur Gründung dieser Gesellschaft, die anfangs unter dem Namen European Academy of Sciences, Humanities and Letters firmierte. Erster Präsident war Arnold Burgen. Die erste Vollversammlung wurde im Juni 1989 in London abgehalten. Zu dieser Zeit hatte die Gesellschaft 627 Mitglieder. Ziel der Gesellschaft ist es unter anderem, das Verständnis der Wissenschaften in der Öffentlichkeit zu verbessern und zu fördern. Derzeitiger Sitz der Gesellschaft ist London.

## Aktivitäten
Die Academie organisiert unter anderem jährliche Treffen, die jeweils unter einem Generalthema stehen. Das Treffen des Jahres 2006 in Budapest stand unter dem Motto „Brain, Mind & Matter“. Das Jahrestreffen 2012 in der norwegischen Stadt Bergen fand unter dem Motto Northern Seas – The European Dimension statt.
Das Motto des Jahrestreffens 2015 in Darmstadt lautete Symbiosis – Synergy of Humans & Technology.

## Mitgliedschaft
Die Mitgliedschaft wird durch Einladung an europäische Wissenschaftler nach Vorschlag einer Gutachterkommission erworben. Die Wahl wird durch den Rat der Gesellschaft bestätigt. Stand Oktober 2020 hat die Gesellschaft circa 4500 Mitglieder, unter ihnen 72 Nobelpreisträger. Die Mitglieder sind berechtigt, hinter ihrem Namen den Zusatz M.A.E. (Mitglied der Academia Europaea) zu führen.

## Veröffentlichungen
Die Academia Europaea gibt seit 1993 unter anderem die Zeitschrift „European Review“ heraus, die viermal im Jahr erscheint, einem Peer-Review unterworfen ist und deren Hefte jeweils bestimmten Schwerpunkten gewidmet sind.
Darüber hinaus erschien bis 2009 regelmäßig ein Mitteilungsblatt namens The Tree, welches in der Folge durch einen elektronischen Newsletter ersetzt wurde.

## Präsidenten
- Arnold Burgen, 1988–1994.
- Hubert Curien, 1994–1997.
- Stig Strömholm, 1997–2002.
- Jürgen Mittelstraß, 2002–2008.
- Lars Walløe, 2008–2014.
- Sierd Cloetingh, 2014–2021.
- Marja Makarow, 2021–2024.
- Donald Bruce Dingwell, seit 2025.

## Auszeichnungen und Preise
Folgende Auszeichnungen werden von der Akademie verliehen:
- The Erasmus Medal (jährlich vergeben)
- The Gold Medal of the Academia Europaea (ad hoc)
- The Russia Prizes (jährlich vergeben)
- The Burgen Scholarships (jährlich vergeben)